# National Invitation Tournament 1947
El National Invitation Tournament 1947 fue la décima edición del National Invitation Tournament. La disputaron ocho equipos, celebrándose la competición en el Madison Square Garden de Nueva York. El ganador fue la Universidad de Utah, que lograba su primer título en esta competición.

## Equipos
| Bradley             |
| Duquesne            |
| Kentucky            |
| Long Island         |
| NC State            |
| St. John's          |
| Utah                |
| Virginia Occidental |

## Fase final
Cuadro final de resultados.
|  | Cuartos de final | Cuartos de final | Cuartos de final |               |          | Semifinales | Semifinales | Semifinales |               |                        | Final                  | Final                  | Final |  |
|  |                  |                  |                  |               |          |             |             |             |               |                        |                        |                        |       |  |
|  |                  |                  |                  |               |          |             |             |             |               |                        |                        |                        |       |  |
|  | Utah             | Utah             | 45               |               |          |             |             |             |               |                        |                        |                        |       |  |
|  | Utah             | Utah             | 45               |               |          |             |             |             |               |                        |                        |                        |       |  |
|  | Duquesne         | Duquesne         | 44               |               |          |             |             |             |               |                        |                        |                        |       |  |
|  | Duquesne         | Duquesne         | 44               |               | Utah     | Utah        | 64          |             |               |                        |                        |                        |       |  |
|  |                  |                  |                  |               | Utah     | Utah        | 64          |             |               |                        |                        |                        |       |  |
|  |                  |                  | West Virginia    | West Virginia | 62       |             |             |             |               |                        |                        |                        |       |  |
|  | West Virginia    | West Virginia    | West Virginia    | West Virginia | 62       | 69          |             |             |               |                        |                        |                        |       |  |
|  | West Virginia    | West Virginia    |                  |               |          |             |             |             |               |                        |                        |                        |       |  |
|  | Bradley          | Bradley          | 60               |               |          |             |             |             |               |                        |                        |                        |       |  |
|  | Bradley          | Bradley          | 60               |               |          |             |             |             |               | Utah                   | Utah                   | 49                     |       |  |
|  |                  |                  |                  |               |          |             |             |             |               | Utah                   | Utah                   | 49                     |       |  |
|  |                  |                  | Kentucky         | Kentucky      | 45       |             |             |             |               |                        |                        |                        |       |  |
|  | Kentucky         | Kentucky         | Kentucky         | Kentucky      | 45       | 66          |             |             |               |                        |                        |                        |       |  |
|  | Kentucky         | Kentucky         |                  |               |          |             |             |             |               |                        |                        |                        |       |  |
|  | Long Island      | Long Island      | 62               |               |          |             |             |             |               |                        |                        |                        |       |  |
|  | Long Island      | Long Island      | 62               |               | Kentucky | Kentucky    | 60          |             |               | Tercer y cuarto puesto | Tercer y cuarto puesto | Tercer y cuarto puesto |       |  |
|  |                  |                  |                  |               | Kentucky | Kentucky    | 60          |             |               | Tercer y cuarto puesto | Tercer y cuarto puesto | Tercer y cuarto puesto |       |  |
|  |                  |                  | NC State         | NC State      | 42       |             |             |             |               |                        |                        |                        |       |  |
|  | NC State         | NC State         | NC State         | NC State      | 42       | 61          |             |             | West Virginia | West Virginia          | 52                     |                        |       |  |
|  | NC State         | NC State         |                  |               |          |             |             |             | West Virginia | West Virginia          | 52                     |                        |       |  |
|  | St. John's       | St. John's       | 55               |               |          |             |             |             |               |                        | NC State               | NC State               | 64    |  |
|  | St. John's       | St. John's       | 55               |               |          |             |             |             |               |                        | NC State               | NC State               | 64    |  |
|  |                  |                  |                  |               |          |             |             |             |               |                        |                        |                        |       |  |

| Campeón del NIT 1947  |
| --------------------- |
| Utah Utes 1.er título |